# 노동조합 중앙위원회
노동조합 중앙위원회(勞動組合中央委員會, 페르시아어: شورای متحده اتحادیه کارگران)는 1921년 이란 공산당원들이 창설한 이란의 노동조합 기구 중 하나다.